# Zeebeving Kamtsjatka 2025
De zeebeving Kamtsjatka 2025 was een onderzeese aardbeving bij het Russische schiereiland Kamtsjatka. Op 30 juli 2025 om 11.24 uur (lokale tijd) was daar een aardbeving met een kracht van 8,8 op de momentmagnitudeschaal. Er volgde een tsunami met een golfhoogte van ongeveer 5 meter die de Russische havenplaats Severo-Koerilsk onder water zette. Golven met een hoogte van 1-2 meter bereikten Japan, Hawaï en andere gebieden in en rond de Stille Oceaan. Er volgden naschokken met een magnitude tot 6,9. De Kljoetsjevskaja Sopka, een vulkaan op het schiereiland Kamtsjatka en een van de hoogste vulkanen ter wereld, barstte uit als gevolg van de beving. Ook de Krasjeninnikov-vulkaan op het schiereiland barstte enkele dagen later voor het eerst in 475 jaar weer uit.
Hetzelfde gebied werd op 4 november 1952 getroffen door een aardbeving met een magnitude van 9,0.
De zeebeving was een van de tien zwaarste aardbevingen sinds 1900.